# Economía de la Comunidad Valenciana
La economía de la Comunidad Valenciana  (España) ha estado marcada por la forma alargada de su territorio, con una orografía montañosa e irregular que ha dificultado históricamente las comunicaciones y el aprovechamiento del suelo. Mientras que el eje litoral permitía la conexión con Europa a través de Cataluña. El paso de Villena-Almansa ha constituido tradicionalmente la ruta más fácil hacia y desde la Meseta, situada en el centro de España.
Con un clima mediterráneo y un régimen de lluvias escasas, los recursos naturales de la Comunidad Valenciana son escasos en lo referente a los minerales; destacan algunas explotaciones salinas y las pedreras de minerales no metálicos, de uso y tradición histórica en la industria y la construcción. En recursos hídricos, actualmente hay una demanda de agua superior a la oferta, y este desequilibrio es especialmente grave en el sur de la Comunidad, que se resuelve de momento con restricciones y con la explotación de acuíferos subterráneos. Los planes de ahorro y racionalización del uso, especialmente en la agricultura, y la generalización de plantas desalinizadoras y de captación de agua se presentan como las soluciones del futuro.

## Modelo empresarial
El modelo empresarial valenciano lo componen unos cuantos centenares de empresas multinacionales y decenas de miles de PYMEs locales, cuya combinación ha permitido a muchas empresas valencianas crecer a costa de las multinacionales. Si bien, como la mayoría de las PYMEs son de tipo familiar, a pesar de las virtudes de este modelo, podría perjudicar en la capacidad de cooperación económica más allá de la familia en un contexto de mundialización económica.
A pesar de la grave crisis económica entre 1973 y 1985 que afectó el sector industrial, y después de haber entrado en el año 1986 en la UE sin tradición exportadora reciente, en 2009 la Comunidad Valenciana es la región que lidera las exportaciones agrícolas de España, por valor de 406,45 millones de euros, lo que representa un 28,1% del total nacional.
Las empresas más importantes con sede social en Valencia son Ford, Mercadona, Consum, Colebega, BP Oil, Porcelanosa, Pamesa Cerámica, Taulell, Air Nostrum, o Ros Casares, entre otros.

## Interlocutores económicos

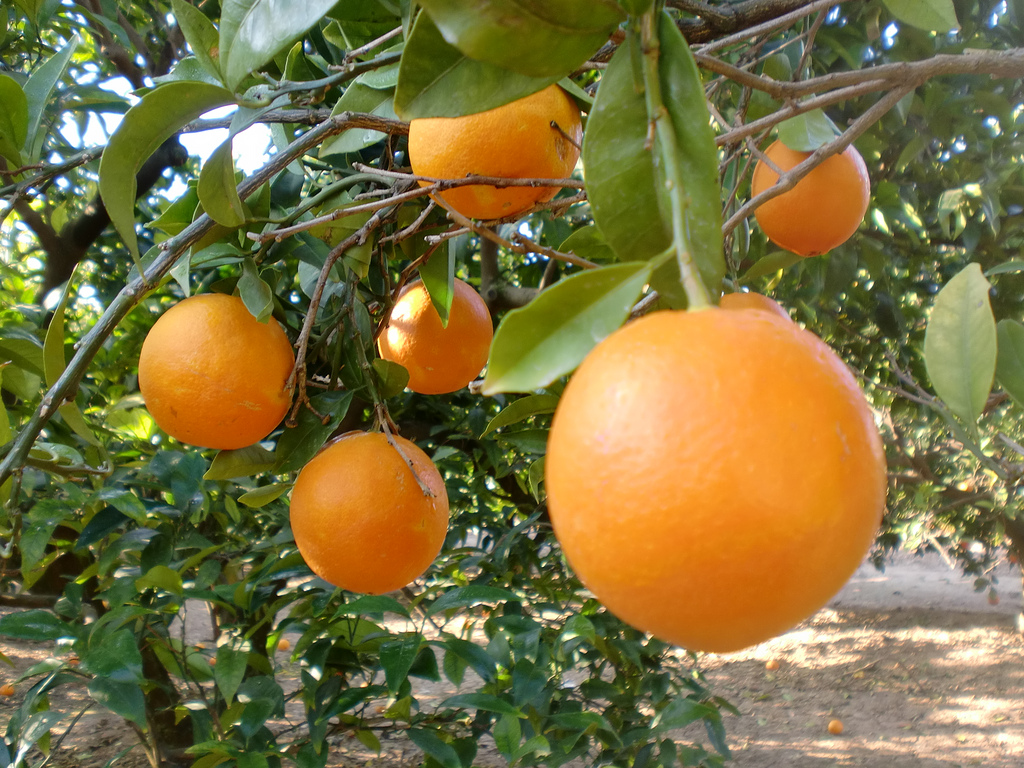
Las naranjas valencianas son un producto muy famoso.

El gran interlocutor económico siempre será la Generalidad Valenciana representada por su consejero de Economía al igual que en todas las regiones españolas, pero al igual que en otras comunidades existe una patronal, llamada Cierval, y unos sindicatos, que son UGT-PV y CCOO-PV, que conjuntamente tratan de mejorar la economía valenciana.